# Tamworth (New South Wales)
 For alternative betydninger, se Tamworth (flertydig). (Se også artikler, som begynder med Tamworth)
Tamworth er en by i New South Wales i Australien. Byen blev grundlagt i 1850 og havde i 2016 en befolkning på 41.006.